# Kathleen Martínez
Kathleen Teresa Martínez Berry (Santo Domingo, 1966) és una advocada, arqueòloga i diplomàtica de la República Dominicana, més coneguda pel seu treball des del 2005 en la recerca de la tomba de Cleòpatra al temple Taposiris Magna a Egipte. Ella dirigeix la missió egipcio-dominicana a Alexandria i actualment és ministra consellera responsable d'afers culturals a l'ambaixada dominicana a Egipte.

## Primers anys
Kathleen Martínez va néixer a Santo Domingo al 1966. El seu pare, professor i acadèmic jurídic Fausto Martínez, posseïa una extensa biblioteca privada, que va aprofitar per investigar el tema que seria la seva gran passió: Egipte i els darrers dies de Cleopatra. La seva mare és d'origen franco-anglès.

## Estudis
Tot i la seva passió infantil per Egipte, Martínez va centrar els seus primers estudis en una carrera jurídica. "Els meus pares m'havien convençut que no valia la pena ser arqueòloga perquè mai tindria una feina seriosa i no podia viure d'aquesta professió. Em van convèncer", explicava en algunes de les seves entrevistes. Igual que el seu pare, va estudiar dret, assistint a la Universitat Nacional Pedro Henríquez Ureña, a més d'anar a estudiar anglès a la Universitat de Brown als Estats Units. Es va graduar als 18 anys i va començar a treballar com a advocada. També té màsters en finances i arqueologia.

## Investigació de la figura de Cleòpatra
La seva obsessió per Cleòpatra –ha explicat repetidament a la premsa– va néixer d'una discussió amb el seu pare al 1990 i d'un grup d'amics que van considerar que la seva biografia no era gaire significativa. Estudiar la història de Cleòpatra, independentment de la propaganda romana i els segles de prejudicis contra les dones –afirma Martínez–, li va permetre descobrir una dona avançada al seu temps, que estudiava a la universitat, que havia de patir la denigració dels romans. "Coneixia la medicina, les lleis; era una filòsofa, una poetessa", explica Martínez. Després d'avançar en la seva investigació, va descobrir la diferència entre els textos orientals i els escrits pels romans. Va estudiar -explica- els textos canònics en detall, en particular el relat de Plutarc sobre l'aliança de Marc Antoni amb Cleòpatra. També va trobar que els investigadors modernes probablement havien perdut pistes importants sobre on la van enterrar.

## A la recerca de la tomba
La seva hipòtesi inicial era que, atès que Cleòpatra era considerada la representació d'Isis, si hagués hagut de buscar un lloc per ser enterrat en els seus darrers dies, hauria triat un temple dedicat a la deessa. A partir de les descripcions d'Estrabó de l'antic Egipte, Martínez va esbossar un mapa de possibles llocs d'enterrament i va identificar 21 localitats associades a la llegenda d'Isis i Osiris. Després de descartar alguns temples, en va localitzar un als afores d'Alexandria que complia tots els seus criteris per ser el que abrigava la tomba: el temple de Taposiris Magna (la gran casa d'Osiris). Això estava en desacord amb una altra hipòtesi, desenvolupada per l'explorador francès Franck Goddio i l'Institut Europeu d'Arqueologia Subaquàtica, que buscava la tomba d'un palau d'Alexandria que havia estat enterrat sota l'aigua per un terratrèmol, les excavacions del qual es van reprendre el 1992.
Martínez va fer el seu primer viatge a Egipte al 2002. Va aconseguir contactar amb Zahi Hawass, l'arqueòloga i directora del Consell Suprem d'Antiguitats, i visitar alguns temples. Quan va arribar a Taposiris Magna va entendre, explica, que era el lloc que buscava. Va tornar al seu país, va prendre la decisió de revalidar la seva vida i va preparar un projecte amb el suport de la Universitat Catòlica de Santo Domingo per començar a excavar. Era la primera vegada que Egipte concedia una llicència per excavar a un país d'Amèrica Llatina. La mateixa Kathleen Martínez va finançar la primera expedició i moltes altres. Els treballs van començar al 2004. L'any 2005 va decidir deixar la seva pràctica legal per traslladar-se a Egipte i dedicar-se a l'arqueologia. També es va reunir amb el Ministeri d'Afers Exteriors i va ser nomenada consellera cultural d'Egipte la qual viatjava amb passaport diplomàtic.

## Excavacions a Taposiris Magna
Taposiris Magna, un temple semi-destruït situat a la vora del llac Mariout a Borg El Arab, a uns 50 quilòmetres a l'oest d'Alexandria, va ser el lloc seleccionat per a Martínez. No era la primera vegada que s'excavava; la primera expedició havia estat enviada per Napoleó. Les autoritats egípcies el van considerar un temple sense acabar ni important. La realitat, assegura Martínez, és que havia estat destruïda i oblidada a la sorra.
Les proves arqueològiques inclouen dues cambres subterrànies dins de les parets del temple. Martínez afirma que es tracta d'una nova i important contribució a l'arqueologia.
També s'ha localitzat una estela jeroglífica i demòtica, que indica que el temple era considerat un terreny sagrat. Al 2018 es va anunciar que s'havien localitzat més de 800 peces, a més d'un gran cementiri amb quinze catacumbes, 800 cossos i 14 mòmies, totes del mateix període. Durant més de 100 anys d'excavacions, també s'han trobat busts i monedes amb la cara de Cleòpatra.
Al 2011 la revista National Geographic va dedicar la seva portada i un reportatge al projecte.

## Ús de tecnologia per a la investigació
El 2008, es va utilitzar un radar de penetració terrestre (GPR) per facilitar la cerca. Va detectar una xarxa de túnels i passadissos subterranis a 20,7 m de profunditat i tres estructures que podrien ser cambres funeràries.
El 2016, es va complementar amb un agrimensor GPR que utilitzava un radar més potent per detectar noves càmeres i seguir l'extensió dels túnels ja descoberts, cosa que podria accelerar els treballs d'excavació.

## Exposició al Museu del Caire
El 18 d'abril de 2018, el Museu del Caire va inaugurar l'exposició "10 anys d'arqueologia dominicana a Egipte", on es van mostrar els avenços, els èxits i els més de 350 elements arquitectònics descoberts per Martínez de la dinastia ptolemaica. Els artefactes són un registre de la vida quotidiana, de les activitats administratives i religioses i dels rols reials i socials que van sorgir al final del període ptolemaic. L'exposició va destacar la primera contribució d'Amèrica Llatina a la ciència de l'egiptologia.
La peça més significativa és l'anomenada “gran estela”, amb un decret del faraó Ptolemeu V que revela la data de la construcció del temple entre el 221 i el 203 aC, i demostra, segons Martínez, la importància d'aquesta construcció religiosa dedicada a la deessa Isis.

## Proximitat del descobriment de la tomba de Cleòpatra
El gener de 2019, va sorgir la controvèrsia sobre la possibilitat que el descobriment de les tombes fos imminent, atribuït a les declaracions de Zahi Hawass en una conferència a la Universitat de Palerm. L'egiptòleg va negar la notícia en un article del diari Al-Ahram, que afirmava que la tesi que les tombes es trobaven a Taposiris Magna no era seva, sinó la de Kathleen Martínez, i que no creia la hipòtesi de Martínez perquè "els egipcis mai no van enterrar-hi un temple ", ja que" els temples eren per adorar, i això era per a la deessa Isis. Per tant, és poc probable que Cleòpatra hi fos enterrada ".

## Premis i distincions
- National Youth Award (2010)[3]
- Cultural Personality of the Year Award (2011)[3]
- Recognition of the Foreign Ministry of the Dominican Republic "per les seves contribucions substancials a la cultura universal i per situar la República Dominicana al mapa mundial de la comunitat intel·lectual" (December 2018)[11]